# 維戈爾河

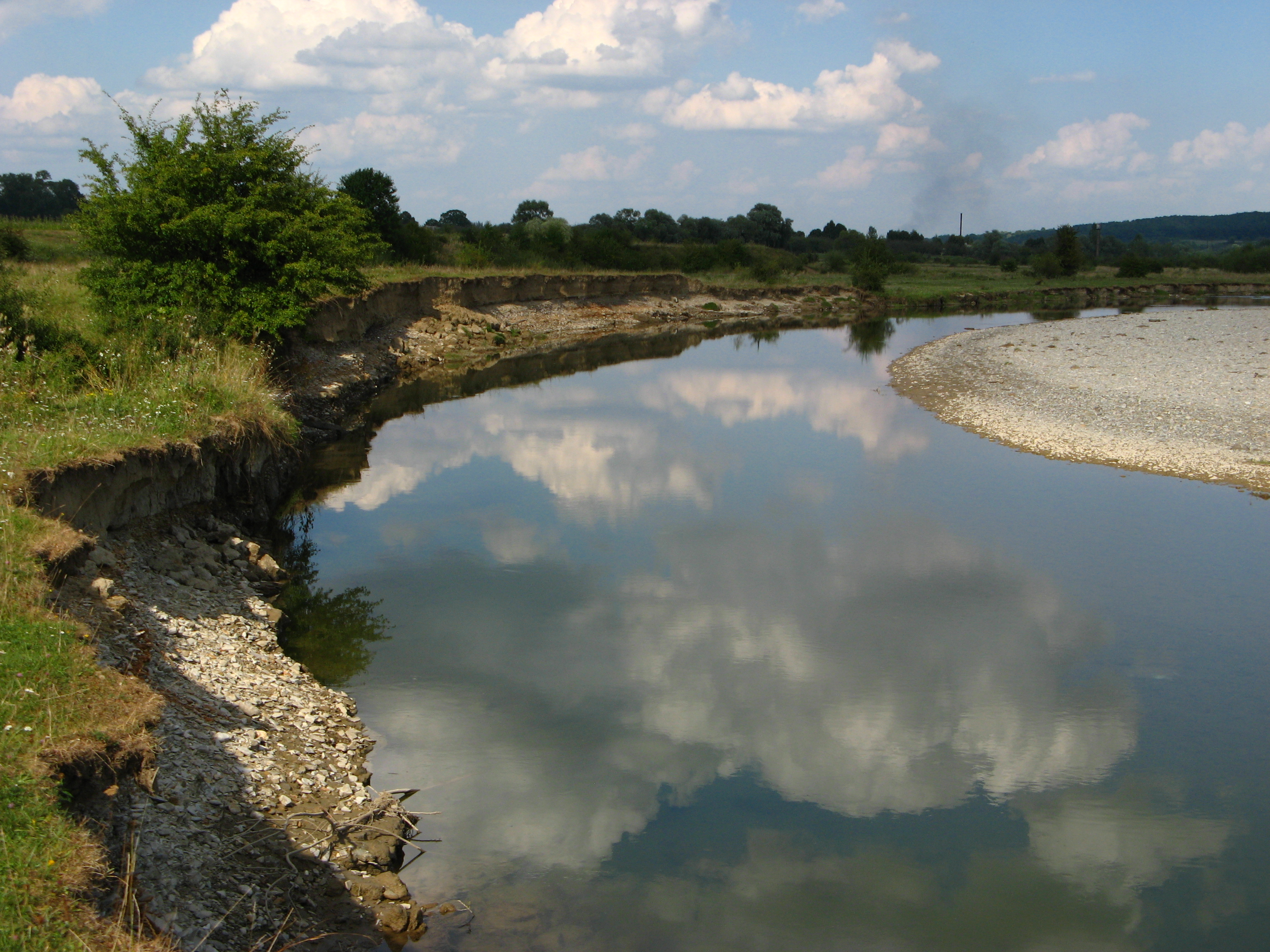

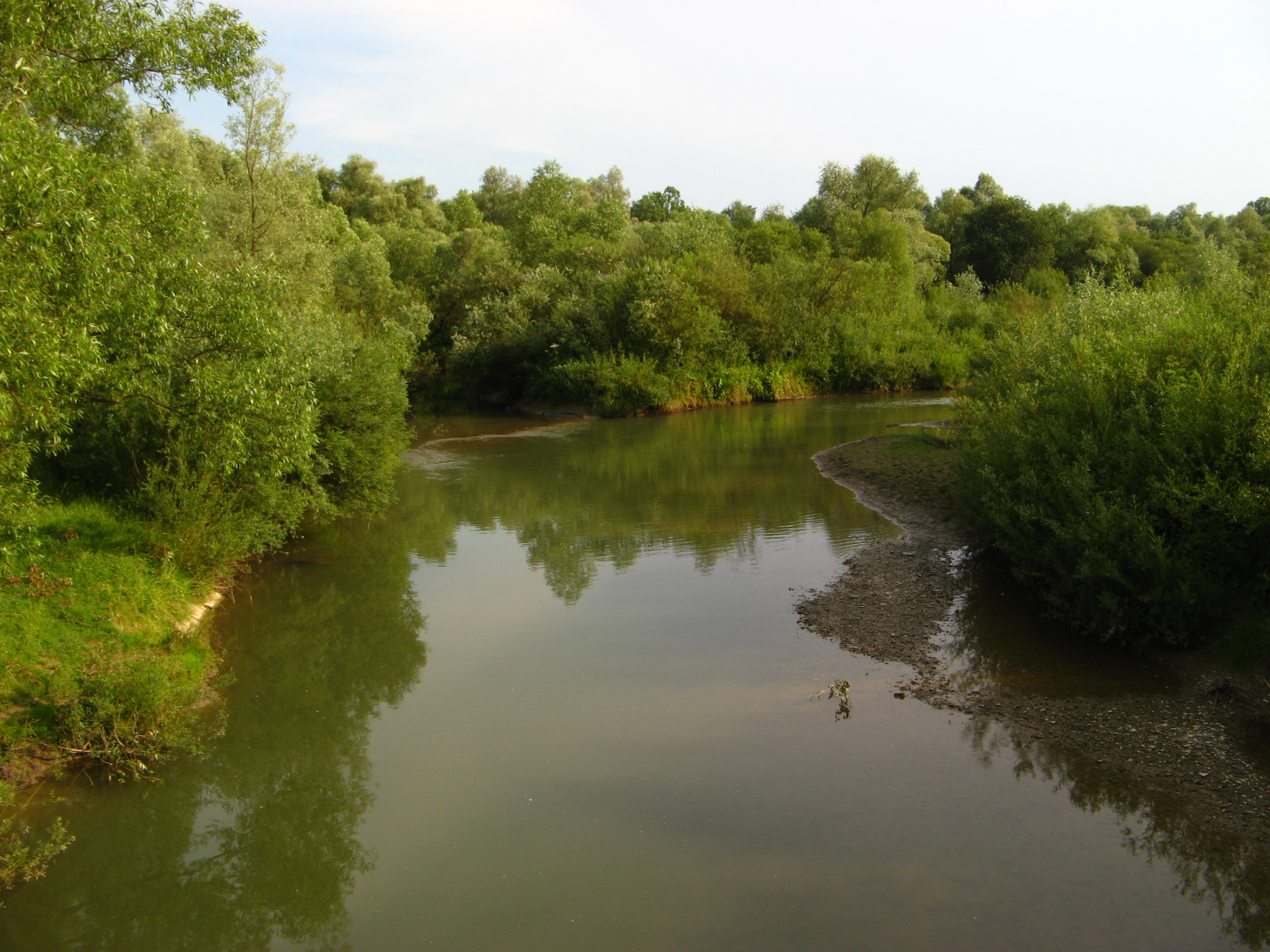

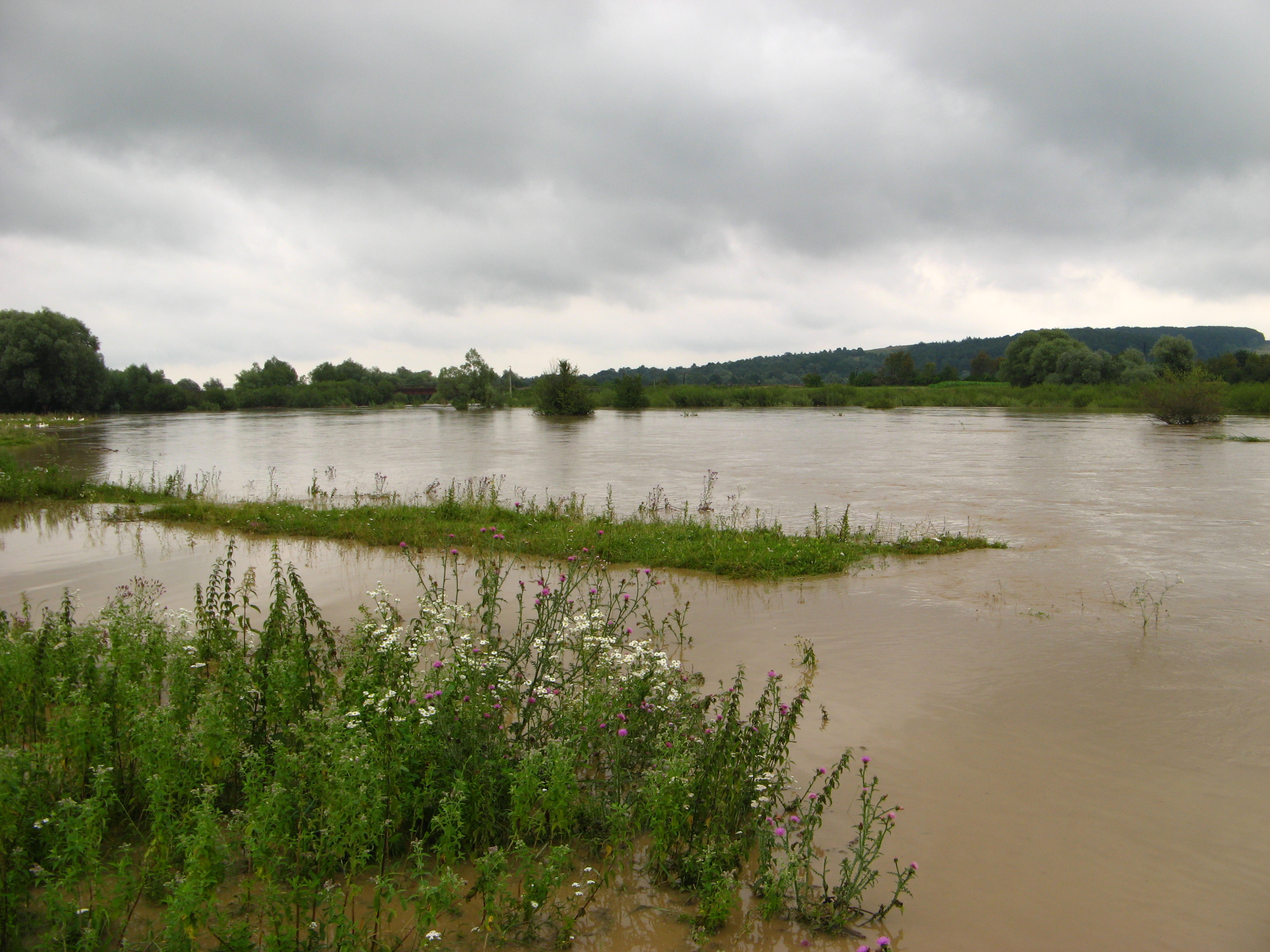

維戈爾河（烏克蘭語：Вігор），是東歐的河流，流經波蘭東南部和烏克蘭西北部，屬於桑河的右支流，河道全長70.4公里，流域面積798.2平方公里，河口處在普熱梅希爾。